# Memorialul Victimelor Fascismului din Chișinău
Memorialul Victimelor Fascismului este o compoziție sculpturală amplasată pe strada Calea Orheiului 19, sectorul Rîșcani, Chișinău. Reprezintă doi pumni încătușați cu sârmă ghimpată. Monumentul are ca scop reconstituirea și păstrarea memoriei victimelor fascismului. A fost instalat în locul execuției în masă a evreilor, țiganilor, rușilor și moldovenilor de către naziști în perioada celui de-al Doilea Război Mondial. Un panou informativ enumeră cu aproximație 15.000 de evrei care au fost împușcați – bărbați, femei și copii.
Compoziția sculpturală „În memoria victimelor fascismului” este un monument de for public. Până în 2018, compoziția era clasificată drept monument istoric și de artă de însemnătate națională în cadrul Registrului monumentelor ocrotite de stat din Republica Moldova. Registrul monumentelor de for public, în care se află acum, a fost creat în același an.

## Istoric
Memorialul victimelor fascismului a fost realizat de artistul plastic Aurel David și o echipă de sculptori. Monumentul a fost turnat din bronz, marmură și beton. Construcția a început în anii 1970 și a durat până în 1982, când a avut loc inaugurarea.
În perioada anilor 1990, monumentul a fost vandalizat. La inițiativa lui Alexandr Bilinkis, monumentul a fost renovat de arhitecții Semion Șoihet, V. Bocaciov, G. Vlas și Atelierul Jiglițchi & Zaițev în frunte cu sculptorul moldovean Veaceslav Jiglițchi. În procesul renovării, s-a utilizat un strat solid de cupru în loc de beton.
La 9 mai 2015, Comunitatea Evreiască din Republica Moldova a inaugurat pentru a doua oară Memorialul Victimelor Fascismului. La data de 27 ianuarie, în acest loc, se comemorează victimele Holocaustului și fascismului din Chișinău. La comemorările desfășurate, participă anual reprezentanții instituțiilor de stat, membrii comunității Evreiești din Republica Moldova, diferiți oaspeți etc.

## Galerie

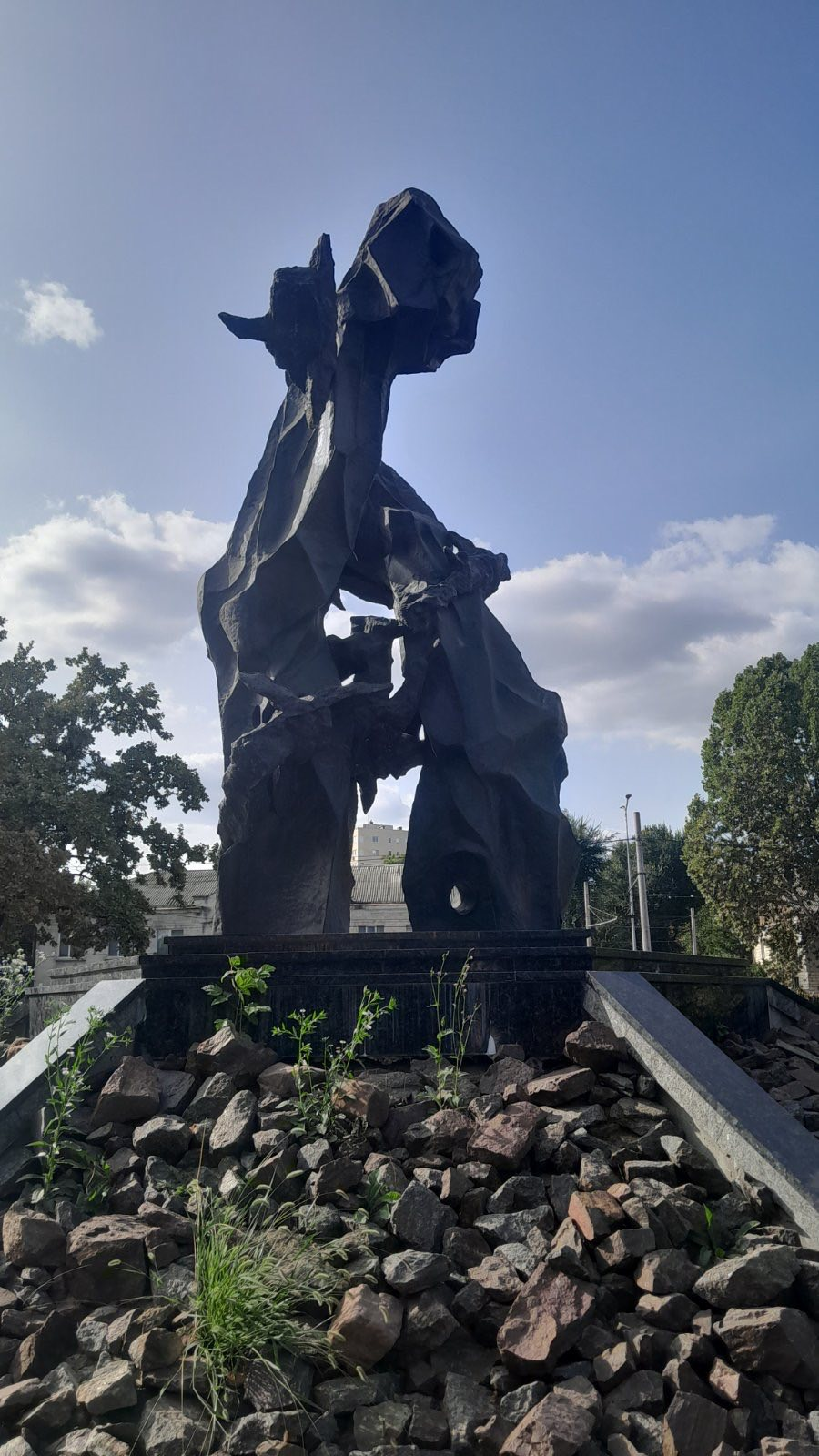
Memorialul Victimelor Fascismului
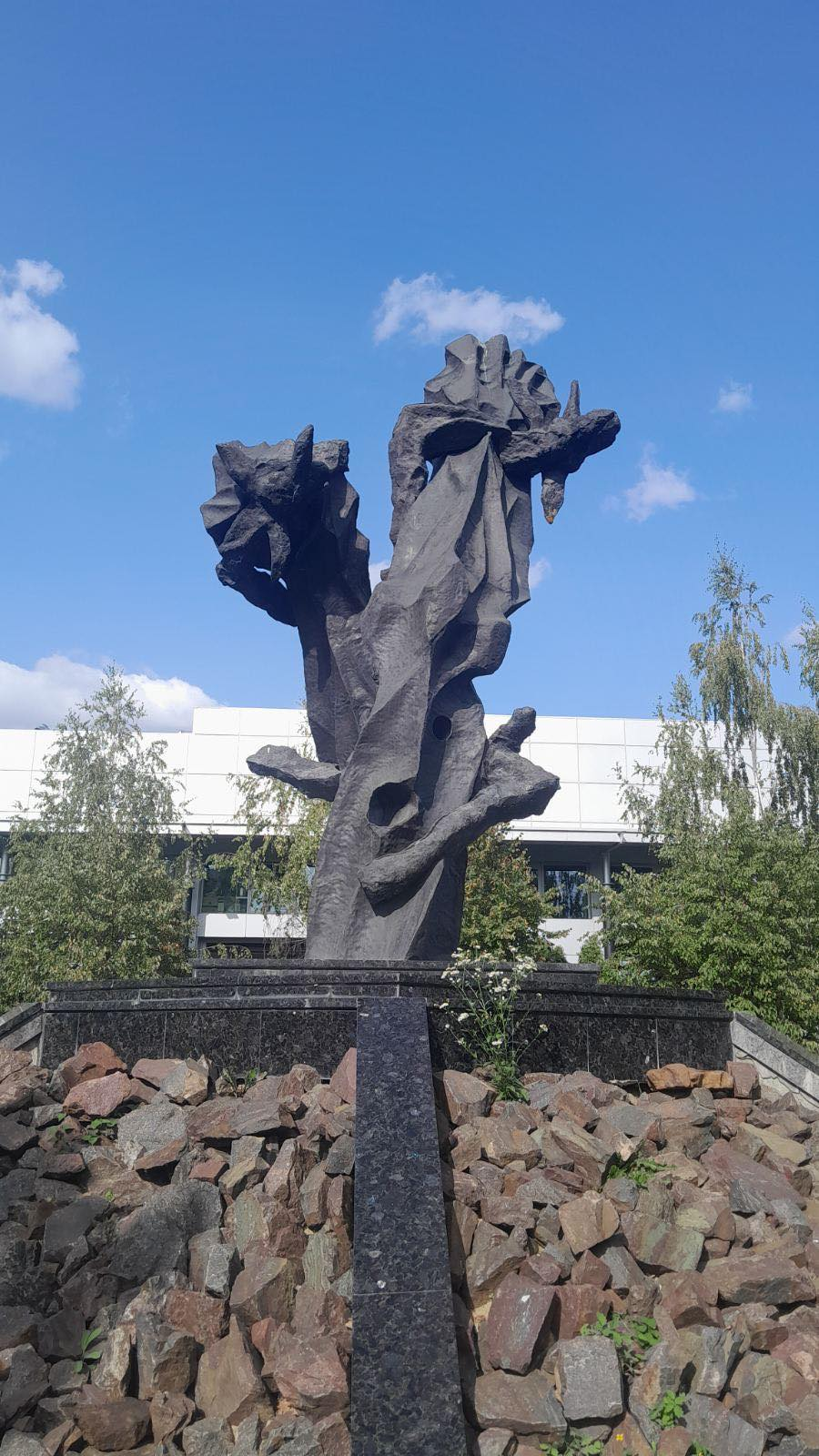
Memorialul Victimelor Fascismului
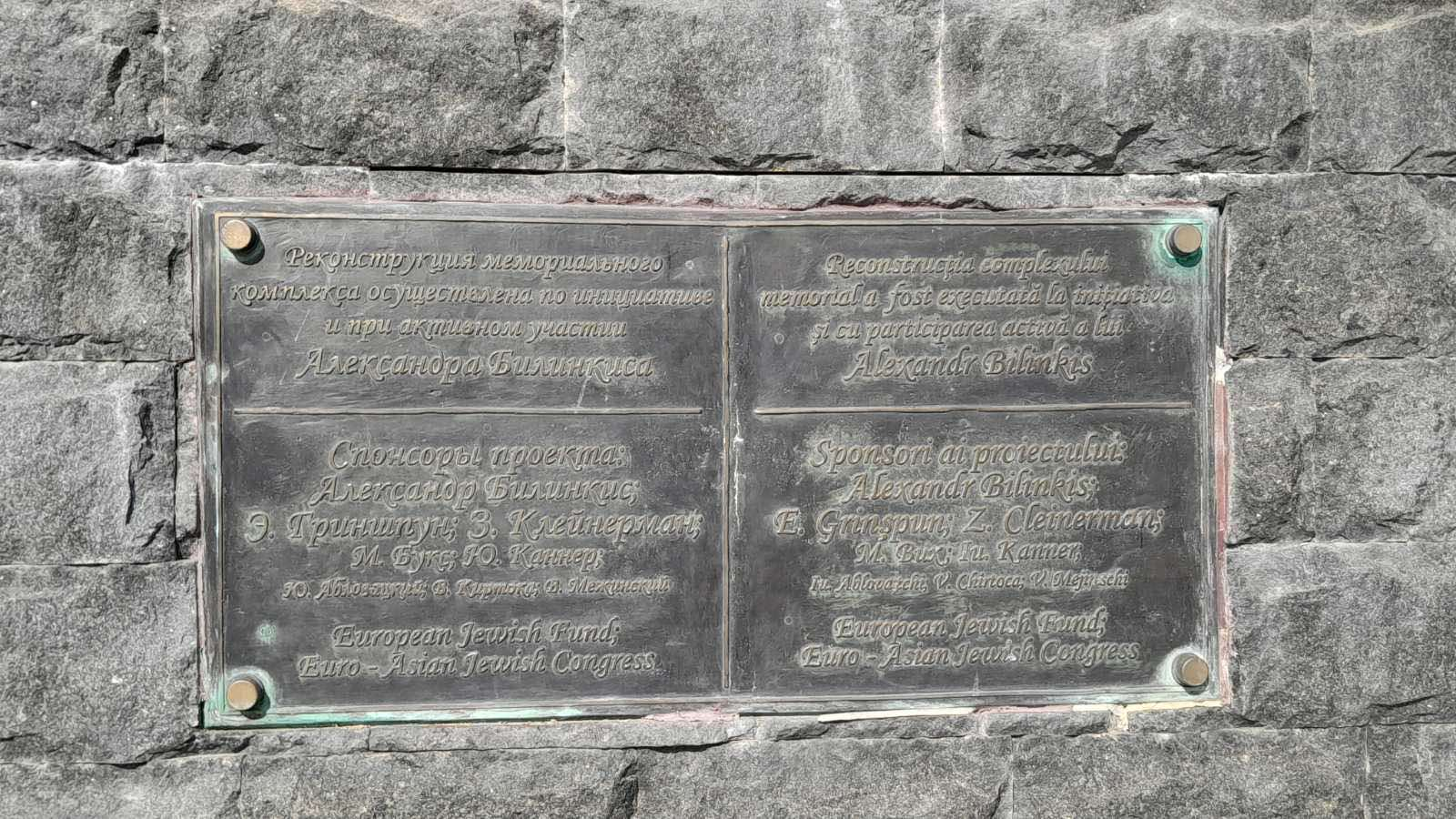
Plăcuța cu sculptorii care au lucrat la monument și sponsorii acestuia
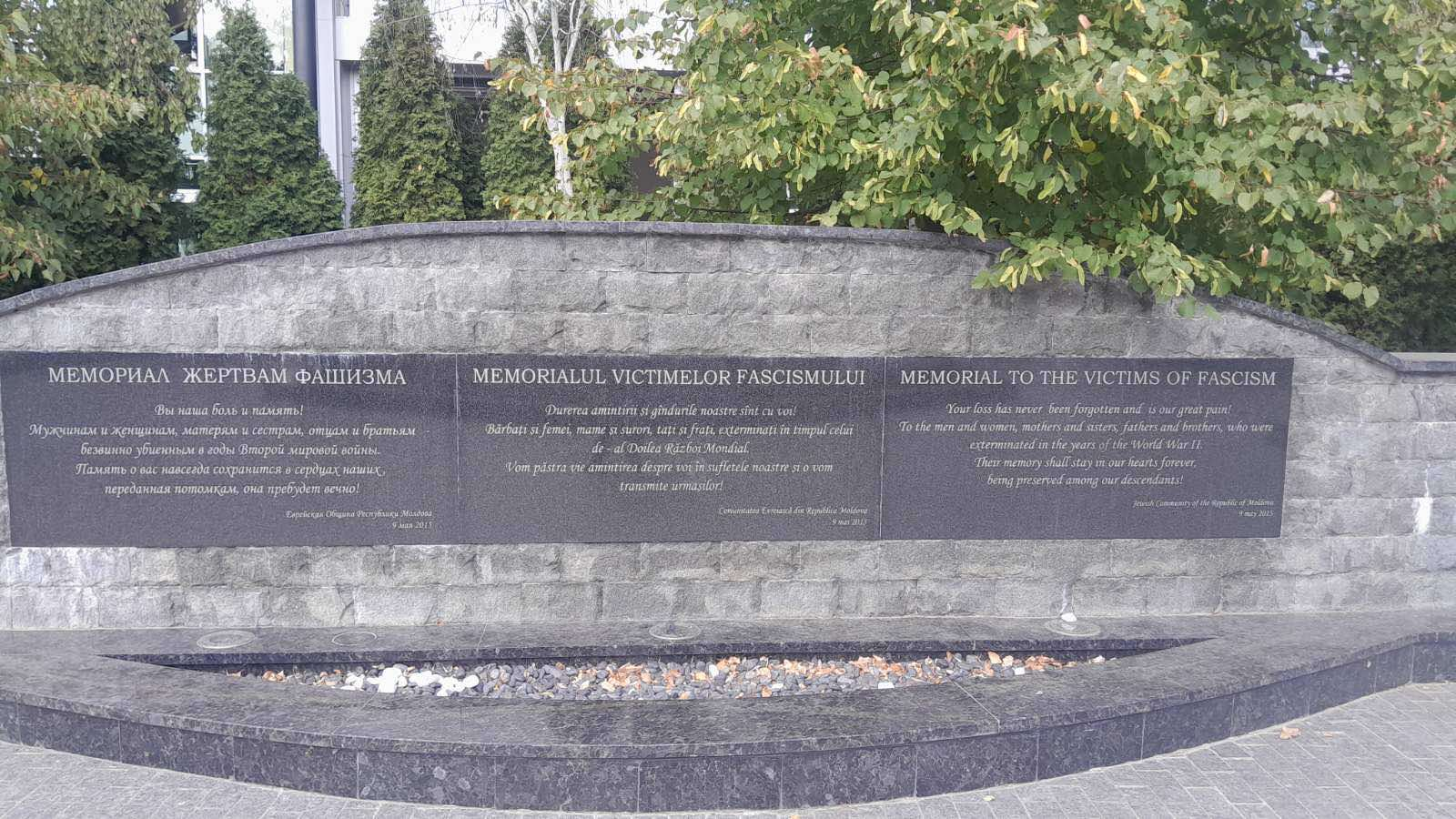
Mesajul Comunității Evreiești din Republica Moldova